# August Fleischmann (Maler)
August Fleischmann war ein deutscher Pastellmaler des 19. Jahrhunderts aus München (?), der vorwiegend auf Porträts spezialisiert war.

## Leben
August Fleischmann war möglicherweise ein Sohn von Friedrich Fleischmann. Nach Anfängen in Augsburg um 1835 ist er zwischen 1840 und 1883 in Wien, München, Sopron (Ödenburg) und Bratislava (Pressburg) nachweisbar.

## Werk/Wirken

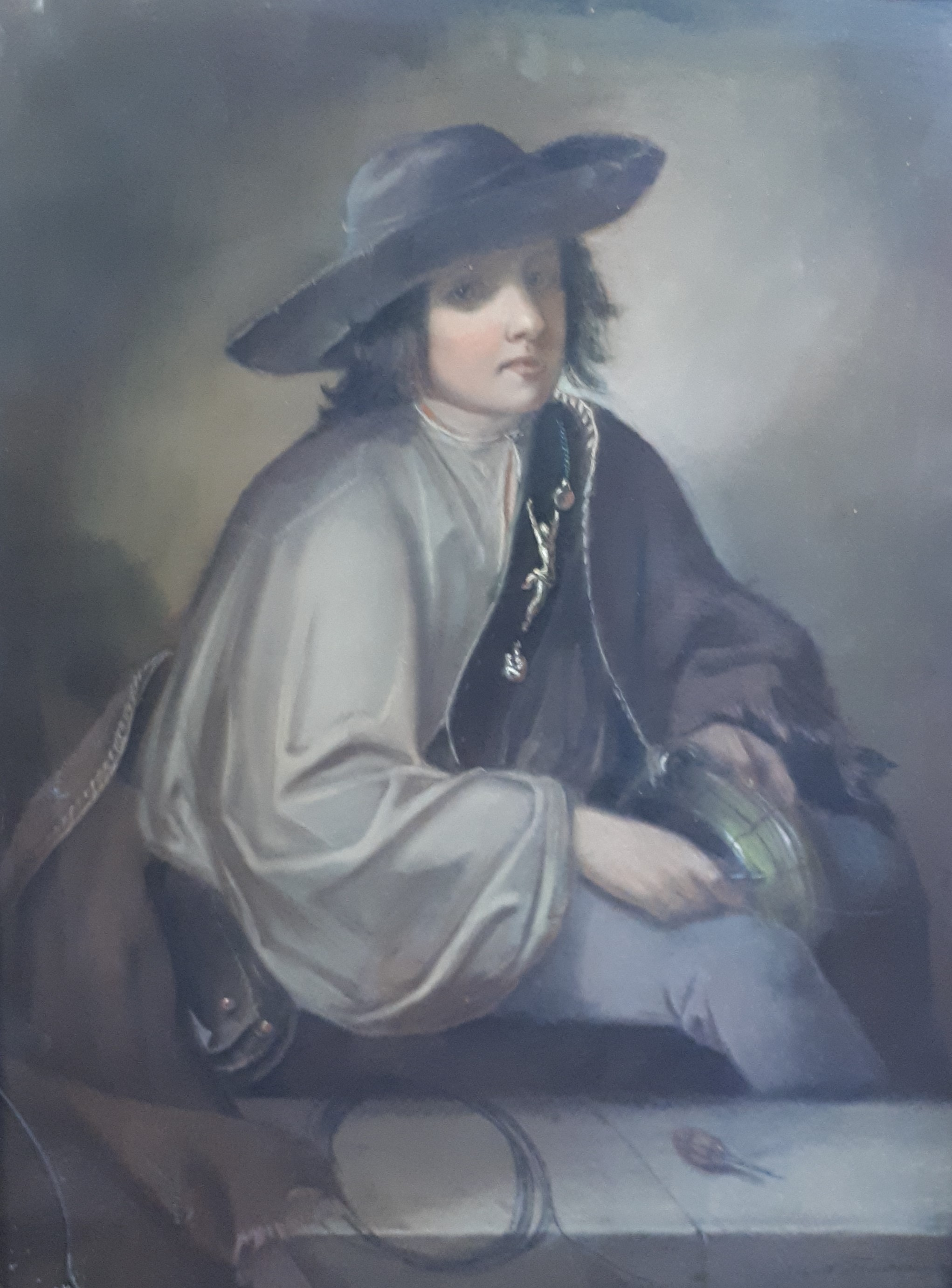
August Fleischmann, Der Rastelbinder, 185?, Pastell/Papier

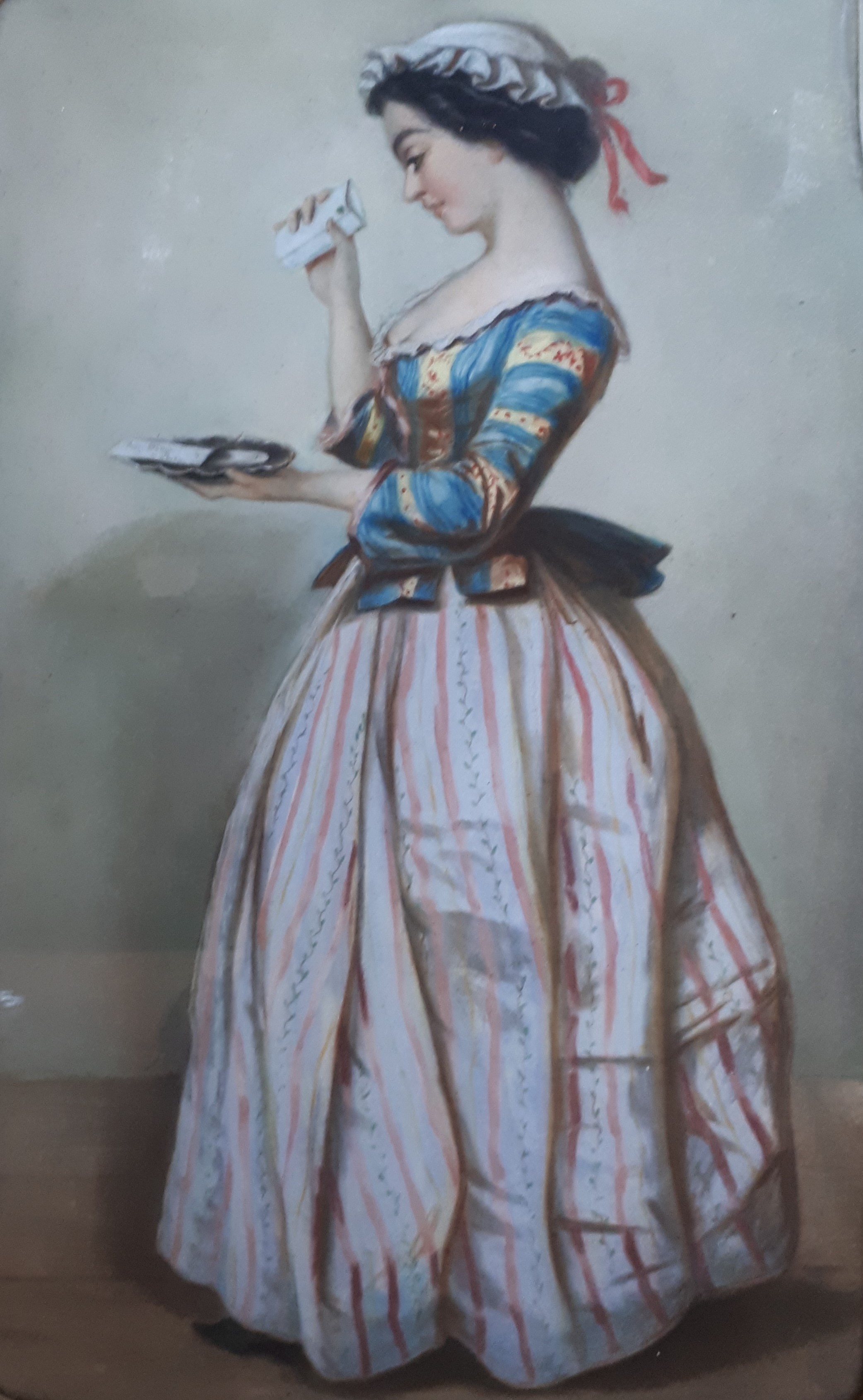
August Fleischmann, Neugieriges Stubenmädchen, um 1855, Pastell/Papier

In seinem künstlerischen Schaffen verlegte sich August Fleischmann vollständig auf die Pastellmalerei, die in der ersten Hälfte des 19. Jahrhunderts neben dem dominierenden Klassizismus ein Schattendasein führte. Er orientierte sich dabei an den Bildwerken der alten Meister Anton Raphael Mengs und Jean Etienne Liotard. Das früheste nachweisbare Werk August Fleischmanns zeigt ein Porträt des Plauener Fabrikanten Friedrich Ludwig Böhler (1838, Vogtland-Museum Plauen). Neben Porträts aus der großbürgerlichen Gesellschaft verfasst er auch Porträts der Kaiserin Elisabeth „Sisi“ (1854, 1855) und des Kaisers Franz Josef I. (1854) sowie des Bayerischen Königs Ludwig II. (1864, 1866).
Einen weiteren Schwerpunkt seines Werkes bilden Künstlerdarstellungen in den Rollenkostümen, wie das Porträt der Ballett-Tänzerin Marie Taglioni der Jüngeren, in ihrer Paraderolle als „Satanella“, das 1853–1856 am Hoftheater in Wien aufgeführt wurde, oder des Operntenors Ludwig Schnorr von Carolsfeld als „Tristan“, 1865. Zu dieser Gruppe sind auch das Porträt einer Dame in antikisierender Kleidung mit Lorbeerkranz, 1858, und die Darstellung eines Rastelbinders, 185?, zu zählen. Der „Rastelbinder“ offenbart sich durch das zart jugendliche Gesicht und die feinen Hände wie auch die seidig glänzenden Ärmel als kostümierter Darsteller und nicht als hausierender, realer Handwerker. Die Darstellung scheint mit „Der Rastelbinder oder: Zehntausend Gulden“, einer Posse mit Gesang in drei Akten von Friedrich Kaiser in Zusammenhang zu stehen.
Neben einigen Kopien nach alten Meistern, wie dem „Christus mit der Dornenkrone“ oder der „Madonna“ nach Gudio Reni verfasste er auch eine Variation des berühmten „Schokoladenmädchens“ Jean-Etienne Liotards in Gestalt eines „Neugierigen Stubenmädchens“. 1842 und 1843 war er in Wien an den Akademieausstellungen beteiligt, 1856 an der Ausstellung des Österreichischen Kunstvereins und 1868 an der Dritten deutschen Kunstausstellung im neu eröffneten Wiener Künstlerhaus. Von 1858 bis 1863 nahm er als in Sopron lebender Maler mit Pastell-Porträts an Ausstellungen in Budapest teil.

## Werke
- Porträt des Friedrich Ludwig Böhler, sig., dat. 1838, Vogtland-Museum Plauen
- Wiener Madonna, sig., dat. 1844, (Auktion 04.10.2000, Dorotheum Vienna, Old Master Paintings, Lot No 533)
- Eroskopf, sig., dat. 1845, Magdeburger Privatbesitz
- Porträt des De Clercq, 32,5 × 25 cm, Pastell auf Papier, sig., dat. 1847, RKD – Niederländisches Institut für Kunstgeschichte
- Porträt der Susanna Amelia Maas und Porträt of Captain Laurent Maas, sig., dat. 1847, (Auktion 21.01.1992, Sotheby’s Billingshurst, Oil Paintings, Watercolours & Miniatures, Lot No 1244)
- Porträt der Kinder des Rene Frederic Groeninx van Zoelen, 94 × 79 cm, Pastell auf Papier, sig., dat. 184?, RKD – Niederländisches Institut für Kunstgeschichte
- Porträt des Frederic Willem Eduard Groeninx van Zoelen, 81 × 58 cm, Pastell auf Papier, sig., dat. 1848, RKD – Niederländisches Institut für Kunstgeschichte
- Porträt der Kaiserin Elisabeth mit Rosen im Haar, sig., dat. 1854, (Auktion 20.11.1998, Auktionshaus Karrenbauer Konstanz, Paintings, Prints & Sculpture, Lot No 1619)
- Porträt Kaiser Franz Josef I. von Österreich, sig., dat. 1854, (Auktion 20.11.1998, Auktionshaus Karrenbauer Konstanz Paintings, Prints & Sculpture, Lot No 1620)
- Porträt der Kaiserin Elisabeth von Österreich, sig., dat. 1855
- Porträt der Ballett-Tänzerin Marie Taglioni die Jüngere, in ihrer Paraderolle als „Satanella“, sig., dat. 1857, Sammlung Esterhazy, Eisenstadt
- Porträt einer Dame in antikisierender Kleidung mit Lorbeerkranz, sig., dat. 1858 (?), Sammlung Esterhazy, Eisenstadt
- Porträt der Franziska Maria Irma Gräfin Taaffe, sig., dat. 1858, (Auktion 25.10.1996, Bolland & Marotz Bremen, Lot 545)
- Porträt des Opernsängers Ludwig Schnorr von Carolsfeld als „Tristan“, 1865
- Porträt des Bayerischen Königs Ludwig II. in der Uniform des bayrischen Infanterie-Leibregiments, sig., dat. 1866, (Auktion 30.11.2005, Neumeister München, Fine Art, Lot No 693)
- Kinderportrait (Kunsthallen Copenhagen, Lot 221, 19.11.1996)